# ایوان کمپو
ایوان کمپو راموس (انگلیسی: Iván Campo Ramos؛ زادهٔ ۲۱ فوریهٔ ۱۹۷۴) یک بازیکن فوتبال اهل اسپانیا است.
وی همچنین در تیم ملی فوتبال اسپانیا بازی کرده‌است.